# Franciszek Gajowniczek
Franciszek Gajowniczek (ur. 1 października lub 15 listopada 1901 w Strachominie, zm. 13 marca 1995 w Brzegu) – sierżant Wojska Polskiego, więzień niemieckiego nazistowskiego obozu koncentracyjnego Auschwitz-Birkenau. Swoje życie oddał za niego święty Kościoła katolickiego Maksymilian Maria Kolbe.

## Służba wojskowa
Franciszek Gajowniczek urodził się w 1901 w Strachominie jako syn Jana i Marianny z Rezwów. W okresie II Rzeczypospolitej był zawodowym żołnierzem Wojska Polskiego. W 1926 był kapralem w 36 Pułku Piechoty. W tym roku w szeregach jednostki uczestniczył w walkach w zamachu majowym po stronie zwolenników marszałka Piłsudskiego, w czasie których został ranny. Po wybuchu II wojny światowej w kampanii wrześniowej walczył w stopniu sierżanta w szeregach macierzystego 36 Pułku Piechoty Legii Akademickiej. Po kapitulacji twierdzy Modlin 28 września 1939 dostał się do niemieckiej niewoli. Zbiegł, po czym próbował przedrzeć się na Węgry. W styczniu zatrzymał się w należącym do rodziny Orawców (mieszkała tam m.in. Aniela Orawiec-Stapińska) pensjonacie Marluan w Poroninie stanowiącym punkt przerzutowy Związku Walki Zbrojnej, gdzie wkrótce został aresztowany przez Gestapo, a wraz z nim Helena i Bronisław Orawcowie (w wyniku starań rodziny później uwolnieni).

## Uwięzienie

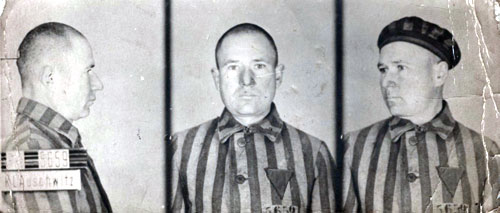
Franciszek Gajowniczek na fotografiach z kartoteki obozu KL Auschwitz

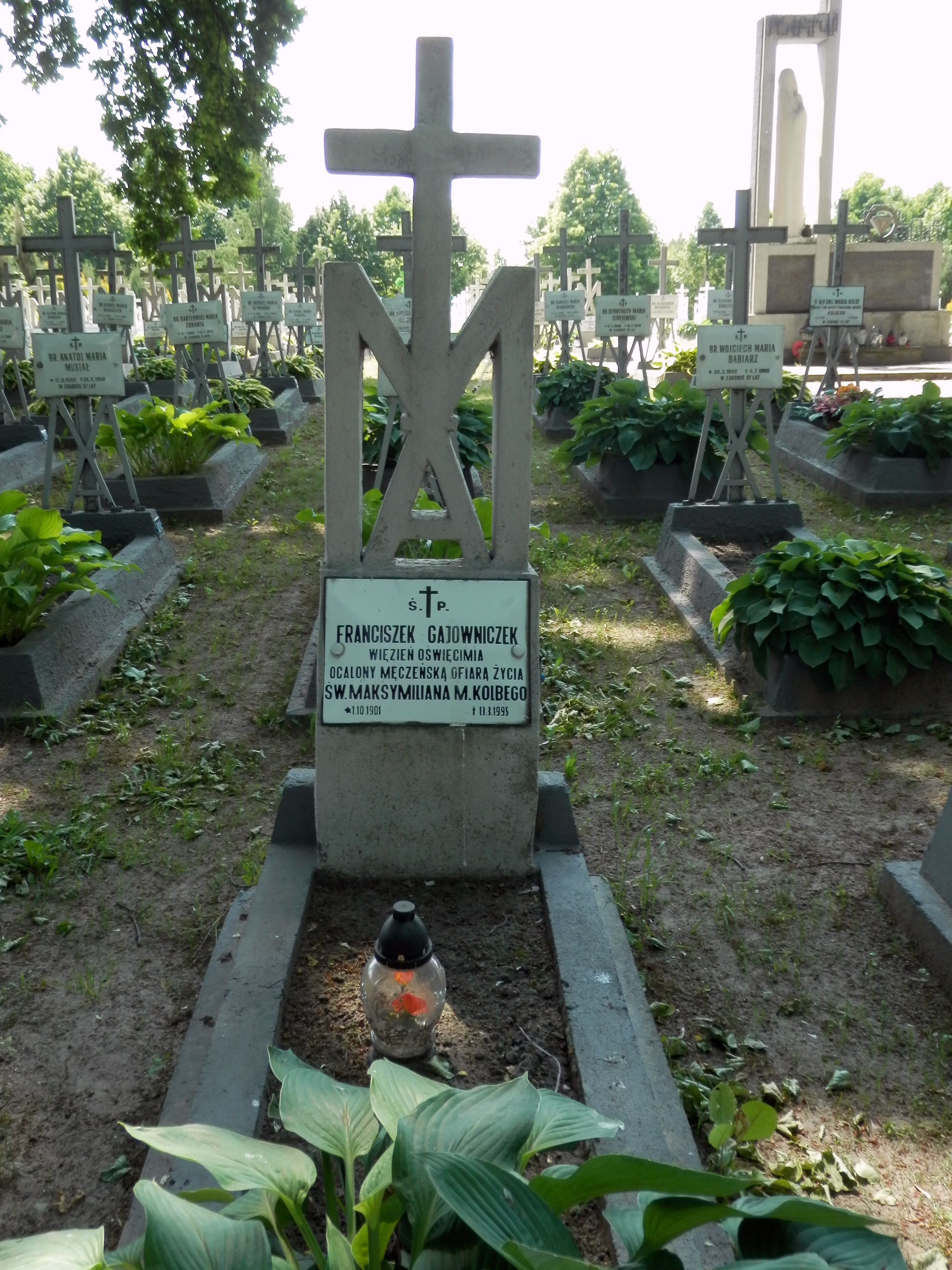
Grób Franciszka Gajowniczka na cmentarzu zakonnym w Niepokalanowie

Został osadzony w zakopiańskim Palace, a następnie w więzieniu w Tarnowie. Od 8 września 1940 do 25 października 1944 był więźniem obozu koncentracyjnego Auschwitz-Birkenau (numer obozowy 5659). W okresie trwających prac żniwnych 29 lipca 1941 zbiegł jeden z więźniów z bloku nr 14, na którym przebywał Gajowniczek. Jako represję za ucieczkę więźnia władze obozu zarządziły tzw. wybiórkę – wskazanie dziesięciu osadzonych z tego samego bloku na śmierć. Jednym z wybranych do celi głodowej został Gajowniczek. Wówczas za niego zgłosił się zakonnik franciszkański o. Maksymilian Maria Kolbe, co zaakceptował SS-Lagerführer Karl Fritzsch. Świadkami tego zdarzenia byli Michał Micherdziński oraz Kazimierz Piechowski.

## Lata późniejsze
10 października 1982 uczestniczył w kanonizacji Maksymiliana Marii Kolbego, której dokonał w Rzymie papież Jan Paweł II. Zmarł śmiercią naturalną w Brzegu. Został pochowany na cmentarzu zakonnym w Niepokalanowie.

## Rodzina
Franciszek Gajowniczek był żonaty. Miał dwóch synów: starszego Bogdana i młodszego Janusza (według innego źródła Juliusz). Bogdan brał udział w powstaniu warszawskim, otrzymał Krzyż Walecznych. Obaj synowie ponieśli śmierć 17 stycznia 1945 w trakcie bombardowania Rawy Mazowieckiej podczas nadejścia frontu wschodniego. W latach powojennych zamieszkiwał w Brzegu.